# LeBaron
Die LeBaron Carossiers (später: LeBaron, Inc.) war ein US-amerikanisches Designbüro für Automobile und ein Stellmacherbetrieb, der in New York City und später in Detroit ansässig war.

## Unternehmensgeschichte

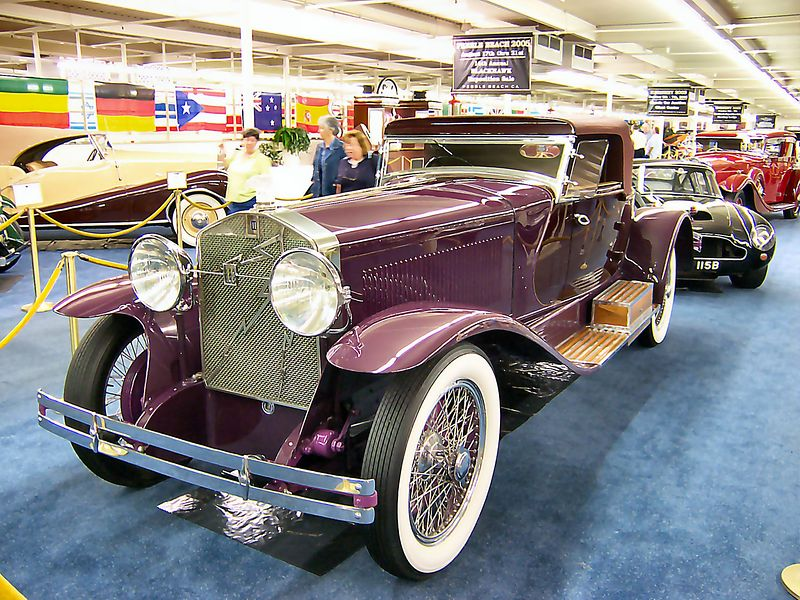
Isotta Fraschini Tipo 8A mit Karosserie von LeBaron

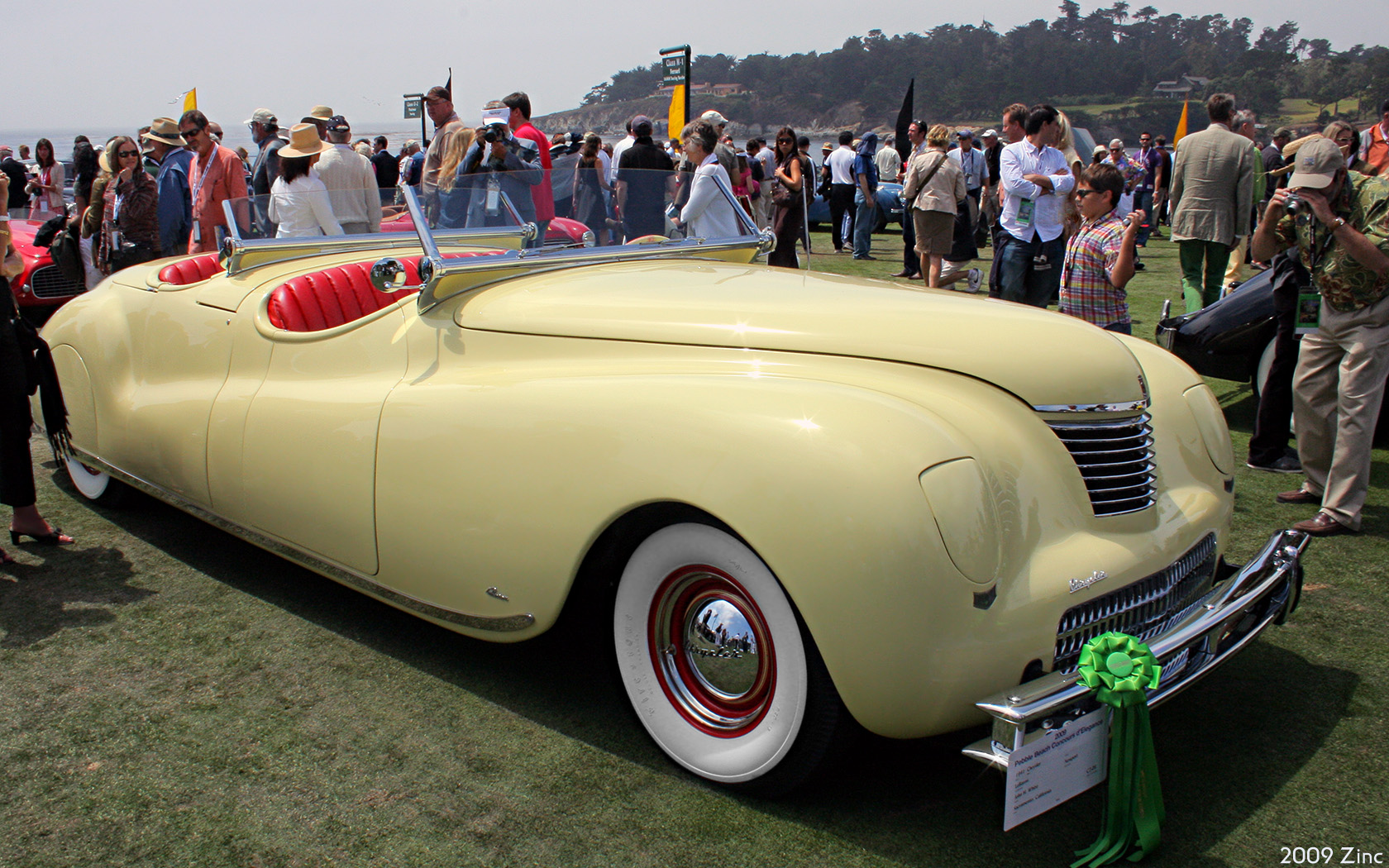
Chrysler LeBaron Newport Showcar (1941)

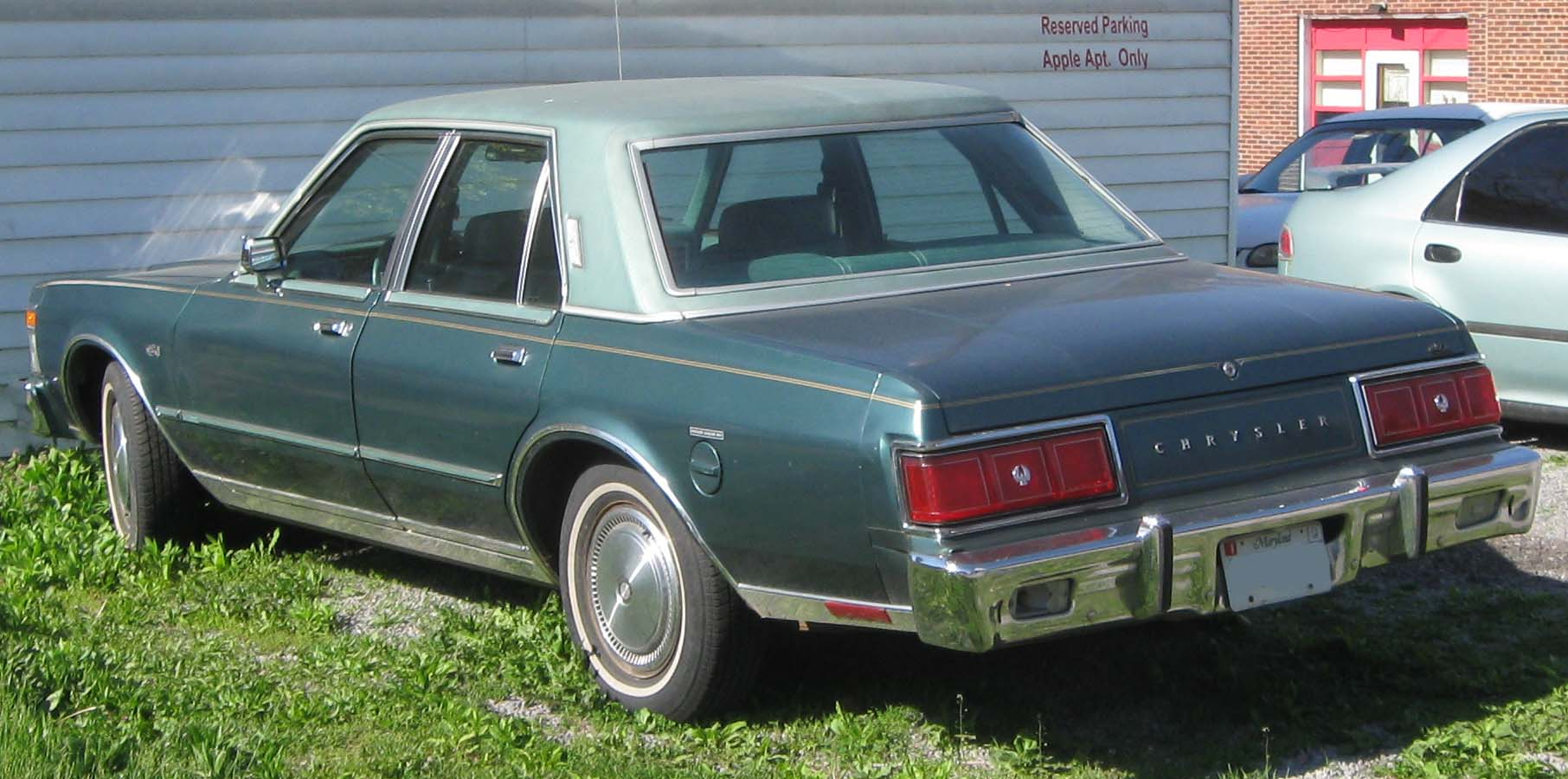
Chrysler LeBaron Sedan (1977)

Die Firma wurde 1920 von Raymond H. Dietrich (1894–1980) und Thomas L. Hibbard (1898–1982) als Designbüro für Automobilkarosserien in New York gegründet. Beide Gründer hatten vorher beim Stellmacherbetrieb Brewster & Co. im Staat New York gearbeitet. Kurz darauf kam Ralph S. Roberts als dritter Partner hinzu, der sich anfangs mehr um die Administration kümmerte, aber auch als Designer tätig war. 
Das Unternehmen arbeitete anfangs ähnlich wie ein Architekturbüro.
Erste Aufträge kamen von York Motors in New York und Lincoln.
1923 schied Hibbard aus dem Unternehmen aus, gründete mit einem Partner eine Minerva-Vertretung in Paris und begann unter dem Namen Hibbard & Darrin mit Partner Howard Darrin in Paris exklusive Einzelkarosserien herzustellen, unter anderem für Delage und Duesenberg. Im Januar 1924 fusionierte LeBaron Carossiers mit der Bridgeport Body Co., einem Stellmacherbetrieb in Bridgeport (Connecticut), zur LeBaron Inc. Dietrich und Clarence W. Seward wurden Präsidenten der neuen Gesellschaft. LeBaron baute Karosserien in Einzelanfertigung und Kleinserien für alle namhaften amerikanischen Automobilfirmen, wie Stutz, Pierce-Arrow oder Packard, aber auch für Isotta Fraschini, Minerva, Rolls-Royce und andere europäische Luxuswagenhersteller. Weil Duesenberg das hauseigene Designbüro (unter Gordon Buehrig) in deutlicher Anlehnung an LeBaron „LaGrande“ nannte, weigerte sich LeBaron fortan, für die Cord Corporation zu arbeiten. 
In den Jahren 1924 und 1925 führte die Firma viele Designaufträge für Edsel Ford durch, der mit Dietrich befreundet war. 1925 verließ auch Dietrich die Firma und ging nach Detroit. Dort gründete er das Karosseriebauunternehmen Dietrich Inc.
1927 wurde der Hauptsitz der Gesellschaft auf Betreiben von Walter O. Briggs, dem Eigentümer des Serienkarosserienherstellers Briggs Manufacturing Company, nach Detroit verlagert, um Spezialkarosserien für Lincoln zu bauen. 3 Jahre später übernahm Briggs die Firma; die Niederlassungen in New York und Bridgeport wurden geschlossen und LeBaron wurde bei Briggs als Designbüro und Abteilung für exklusive Lösungen geführt. So waren LeBaron-Fachleute an der Formgebung der offenen Ford Modell A-Typen beteiligt; Ford bestellte zudem bei Briggs eine zusätzliche Serienlimousine des Modell A, entworfen als verkleinerte Version einer Lincoln-Limousine von LeBaron. 
Alex Tremulis, ein LeBaron-Designer, war maßgeblich an der Entwicklung des Prototyps Chrysler Thunderbolt beteiligt.
1934 entstand die Bridgeport Body Co. am alten Standort neu unter den alten Eignern, aber ohne Kontakt zu LeBaron. 1952 verstarb Walter O. Briggs. Ein Jahr später verkauften seine Erben all seine Firmen an seinen größten Kunden Chrysler. So kam die Marke LeBaron zu diesem Konzern. Zunächst erhielten, in Anlehnung an die exklusiven Sonderkarosserien gleichen Namens, besonders hochwertige Ausstattungslinien diverser Modelle von Chrysler und Imperial den Zusatz LeBaron. Zwischen 1977 und 1995 bot Chrysler mehrere Mittelklassemodelle mit der Bezeichnung LeBaron an. Seitdem ist der Name ungenutzt.